# GABRB2
GABRB2 (англ. Gamma-aminobutyric acid type A receptor beta2 subunit) – білок, який кодується однойменним геном, розташованим у людей на короткому плечі 5-ї хромосоми.  Довжина поліпептидного ланцюга білка становить 512 амінокислот, а молекулярна маса — 59 150.
| 10         |  | 20         |  | 30         |  | 40         |  | 50         |
| ---------- |  | ---------- |  | ---------- |  | ---------- |  | ---------- |
| MWRVRKRGYF |  | GIWSFPLIIA |  | AVCAQSVNDP |  | SNMSLVKETV |  | DRLLKGYDIR |
| LRPDFGGPPV |  | AVGMNIDIAS |  | IDMVSEVNMD |  | YTLTMYFQQA |  | WRDKRLSYNV |
| IPLNLTLDNR |  | VADQLWVPDT |  | YFLNDKKSFV |  | HGVTVKNRMI |  | RLHPDGTVLY |
| GLRITTTAAC |  | MMDLRRYPLD |  | EQNCTLEIES |  | YGYTTDDIEF |  | YWRGDDNAVT |
| GVTKIELPQF |  | SIVDYKLITK |  | KVVFSTGSYP |  | RLSLSFKLKR |  | NIGYFILQTY |
| MPSILITILS |  | WVSFWINYDA |  | SAARVALGIT |  | TVLTMTTINT |  | HLRETLPKIP |
| YVKAIDMYLM |  | GCFVFVFMAL |  | LEYALVNYIF |  | FGRGPQRQKK |  | AAEKAASANN |
| EKMRLDVNKI |  | FYKDIKQNGT |  | QYRSLWDPTG |  | NLSPTRRTTN |  | YDFSLYTMDP |
| HENILLSTLE |  | IKNEMATSEA |  | VMGLGDPRST |  | MLAYDASSIQ |  | YRKAGLPRHS |
| FGRNALERHV |  | AQKKSRLRRR |  | ASQLKITIPD |  | LTDVNAIDRW |  | SRIFFPVVFS |
| FFNIVYWLYY |  | VN         |  |            |  |            |  |            |

A: Аланін

C: Цистеїн

D: Аспарагінова кислота

E: Глутамінова кислота

F: Фенілаланін

G: Гліцин

H: Гістидин

I: Ізолейцин

K: Лізин

L: Лейцин

M: Метіонін

N: Аспарагін

P: Пролін

Q: Глутамін

R: Аргінін

S: Серин

T: Треонін

V: Валін

W: Триптофан

Кодований геном білок за функціями належить до рецепторів, іонних каналів, хлорних каналів, фосфопротеїнів. 
Задіяний у таких біологічних процесах як транспорт іонів, транспорт, альтернативний сплайсинг. 
Білок має сайт для зв'язування з хлоридом. 
Локалізований у клітинній мембрані, мембрані, клітинних контактах, цитоплазматичних везикулах, синапсах.